# Tryckpunkten
Tryckpunkten (engelska: Pressure Point) är en amerikansk dramafilm från 1962 i regi av Hubert Cornfield. Filmen är baserad på Robert Lindners bok The Fifty-Minute Hour från 1955. I huvudrollerna ses Sidney Poitier och Bobby Darin. Filmen handlar om en fängelsepsykiater som behandlat en amerikansk nazistsympatisör under andra världskriget.

## Rollista i urval
- Sidney Poitier - doktor
- Bobby Darin - patient
- Peter Falk - ung psykiatriker
- Carl Benton Reid - chefsläkare
- Mary Munday - barflicka
- Barry Gordon - patient
- Howard Caine - krogägare
- Gilbert Green - judisk far
- Anne Barton - mor
- James Anderson - fader
- Richard Bakalyan - Jimmy
- Lynn Loring - judisk flicka
- Yvette Vickers - berusad kvinna